# Reginópolis
Reginópolis is een gemeente in de Braziliaanse deelstaat São Paulo. De gemeente telt 7.859 inwoners (schatting 2009).

## Aangrenzende gemeenten
De gemeente grenst aan Balbinos, Bauru, Iacanga, Pirajuí en Uru.